# プルゼニ州

プルゼニ州の位置（赤色部分）

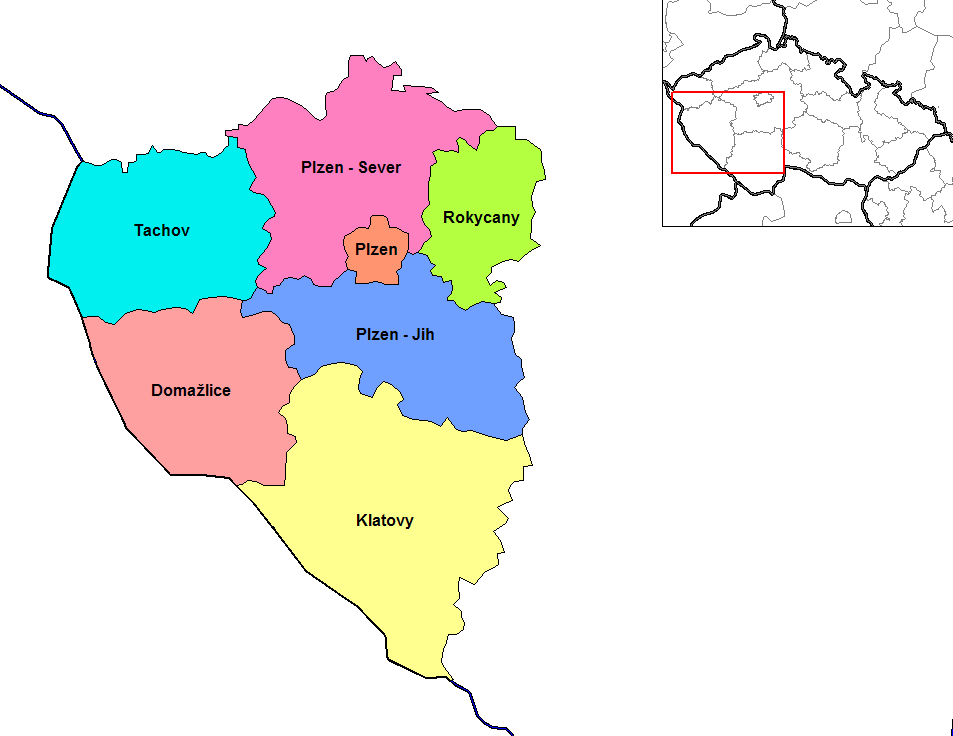
プルゼニ州の郡

プルゼニ州の紋章

プルゼニ州（プルゼニしゅう、チェコ語: Plzeňský kraj）は、チェコのボヘミア地方西部に位置する州。州都はプルゼニ。プルゼニュ州の表記もある。

## 地理

### 地域区分
プルゼニ州には7つの郡がある。
- ドマジュリツェ郡
- プルゼニ町郡
- 北プルゼニ郡
- 南プルゼニ郡
- クラトヴィ郡
- ロキツァニ郡
- タホフ郡

なお、2003年1月1日以降、それまでの郡に代わるものとして15の行政単位が新設された。
- ブロヴィツェ
- ドマジュリツェ
- ホラジュトヴィツェ
- ホルショフスキー・ティーン
- クラトヴィ
- クラロヴィツェ
- ネポムク
- ニージャニ
- プルゼニ
- プジェシュチツェ
- ロキツァニ
- ストト
- ストジーブロ
- スシツェ
- タホフ